# Glyphodera livida
Glyphodera livida är en tvåvingeart som beskrevs av Verbeke 1951. Glyphodera livida ingår i släktet Glyphodera och familjen skridflugor.
Artens utbredningsområde är Kongo. Inga underarter finns listade i Catalogue of Life.